# Xã Carrier Mills, Quận Saline, Illinois
Xã Carrier Mills (tiếng Anh: Carrier Mills Township) là một xã thuộc quận Saline, tiểu bang Illinois, Hoa Kỳ. Năm 2010, dân số của xã này là 2.322 người.